# Андерссон, Йёста
Эрик Йёста «Гранит-Йёста» Андерссон (швед. Erik Gösta "Granit-Gösta" Andersson; 15 февраля 1917, Селонгер, Сундсвалль, Вестерноррланд, Швеция — 12 сентября 1975, Сундсвалль, Вестерноррланд, Швеция) — шведский борец греко-римского стиля, чемпион и призёр Олимпийских игр, призёр чемпионата мира, чемпион и призёр чемпионата Европы, пятикратный чемпион Швеции (1945, 1947—1949, 1951).

## Биография
Ещё в довоенное время выступал на чемпионатах Европы, в 1939 году стал чемпионом Европы.
На Летних Олимпийских играх 1948 года в Лондоне боролся в категории до 73 килограммов (полусредний вес). Выбывание из турнира проходило по мере накопления штрафных баллов. Схватку судили трое судей, за чистую победу штрафные баллы не начислялись, за победу решением судей при любом соотношении голосов начислялся 1 штрафной балл, за проигрыш решением 2-1 начислялись 2 штрафных балла, проигрыш решением 3-0 и чистый проигрыш карался 3 штрафными баллами.
Титул оспаривали 16 человек. Йёста Андерссон победил всех соперников, и стал олимпийским чемпионом.
| Круг  | Соперник         | Страна     | Результат | Основание                | Время схватки |
| ----- | ---------------- | ---------- | --------- | ------------------------ | ------------- |
| 1     | Йохан Шутен      | Нидерланды | Победа    | Туше (0 штрафных баллов) | 14:49         |
| 2     | Хенрик Хансен    | Дания      | Победа    | 3-0 (1 штрафной балл)    | -             |
| 3     | Луиджи Ригамонти | Италия     | Победа    | 3-0 (1 штрафной балл)    | -             |
| 4     | Рене Шесню       | Франция    | Победа    | 3-0 (1 штрафной балл)    | -             |
| 5     | -                | -          | -         | -                        | -             |
| Финал | Миклаш Сильваши  | Венгрия    | Победа    | 3-0 (1 штрафной балл)    | -             |

В 1950 году выступил на первом, после почти тридцати лет, чемпионате мира, где занял третье место.
На Летних Олимпийских играх 1952 года в Хельсинки боролся в категории до 73 килограммов (полусредний вес). Выбывание из турнира проходило по мере накопления штрафных баллов. Схватку судили трое судей, за чистую победу штрафные баллы не начислялись, за победу по очками при любом соотношении голосов начислялся 1 штрафной балл, поражение по очками при любом соотношении голосов или чистое поражение карались 3 штрафными баллами. Если борец набирал 5 или более штрафных баллов, он выбывал из турнира. Когда оставалось только три борца, они разыгрывали между собой медали (если не встречались в схватках до финального раунда). После начала финальных схваток, борцы могли продолжать выступления имея и более пяти штрафных баллов.
Титул оспаривали 18 человек. Йёста Андерссон уверенно продвигался в финал, но в упорной финальной схватке в этот раз потерпел поражение от своего постоянного конкурента, венгерского борца Миклаша Сильваши и остался на втором месте.
| Круг  | Соперник        | Страна                                    | Результат | Основание                | Время схватки |
| ----- | --------------- | ----------------------------------------- | --------- | ------------------------ | ------------- |
| 1     | Антон Маковяк   | Польша                                    | Победа    | Туше (0 штрафных баллов) | 7:10          |
| 2     | Хакон Олсен     | Норвегия                                  | Победа    | Туше (0 штрафных баллов) | 9:12          |
| 3     | -               | -                                         | -         | -                        | -             |
| 4     | Семён Марушкин  | Союз Советских Социалистических Республик | Победа    | 3-0 (1 штрафной балл)    | -             |
| 5     | Халил Таха      | Ливан                                     | Победа    | 3-0 (1 штрафной балл)    | -             |
| Финал | Миклаш Сильваши | Венгрия                                   | Поражение | 2-1 (1 штрафной балл)    | -             |

Умер в 1975 году.